# Unione Sportiva Dilettantistica Novese
Maillots
L'Unione Sportiva Dilettantistica Novese est un club italien de football fondé en 1919 basé à Novi Ligure.
Le club remporte le championnat d'Italie FIGC 1921-1922, ce qui reste le seul titre de son histoire.
En 2014-2015, le club évolue en Serie D.

## Changements de noms
- 1919-1973 : Unione Sportiva Novese
- 1973-1974 : Gavinovese
- 1974- : Unione Sportiva Novese